# Ginnastica ai Giochi della XXX Olimpiade - Parallele simmetriche
La competizione delle parallele simmetriche dei giochi olimpici di Londra 2012 si è svolto il 7 agosto 2012 presso la The O2 Arena.

## Programma
| Date                  | Time  | Round  |
| --------------------- | ----- | ------ |
| Martedì 7 agosto 2012 | 14:00 | Finale |

## Qualificazioni
| Posizione | Ginnasta             | Nazione                | Punt. D | Punt. E | Pen. | Totale | Qualif. |
| --------- | -------------------- | ---------------------- | ------- | ------- | ---- | ------ | ------- |
| 1         | Yusuke Tanaka        | Giappone (bandiera)    | 6.400   | 9.466   |      | 15.866 | SI      |
| 2         | Kazuhito Tanaka      | Giappone (bandiera)    | 6.700   | 9.025   |      | 15.725 | SI      |
| 3         | Feng Zhe             | Cina (bandiera)        | 7.000   | 8.633   |      | 15.633 | SI      |
| 4         | Emin Garibov         | Russia (bandiera)      | 6.500   | 9.100   |      | 15.600 | SI      |
| 5         | Kōhei Uchimura       | Giappone (bandiera)    | 6.500   | 9.033   |      | 15.533 | -       |
| 6         | Marcel Nguyen        | Germania (bandiera)    | 6.800   | 8.725   |      | 15.525 | SI      |
| 7         | Vasileios Tsolakidis | Grecia (bandiera)      | 6.500   | 8.966   |      | 15.466 | SI      |
| 8         | Daniel Corral        | Messico (bandiera)     | 6.600   | 8.833   |      | 15.433 | SI      |
| =9        | Hamilton Sabot       | Francia (bandiera)     | 6.500   | 8.866   |      | 15.366 | SI      |
| =9        | Zhang Chenglong      | Cina (bandiera)        | 6.500   | 8.866   |      | 15.366 | SI      |
| 11        | Samuel Piasecky      | Slovacchia (bandiera)  | 6.400   | 8.958   |      | 15.358 | NO      |
| 12        | Danell Leyva         | Stati Uniti (bandiera) | 6.600   | 8.733   |      | 15.333 | NO      |

## Finale
| Posizione | Ginnasta             | Nazione  | Punt. D | Punt. E | Pen. | Totale |
| --------- | -------------------- | -------- | ------- | ------- | ---- | ------ |
|           | Feng Zhe             | Cina     | 7.000   | 8.966   |      | 15.966 |
|           | Marcel Nguyen        | Germania | 6.800   | 9.000   |      | 15.800 |
|           | Hamilton Sabot       | Francia  | 6.700   | 8.866   |      | 15.566 |
| 4         | Kazuhito Tanaka      | Giappone | 6.700   | 8.800   |      | 15.500 |
| 5         | Daniel Corral        | Messico  | 6.600   | 8.733   |      | 15.333 |
| 6         | Emin Garibov         | Russia   | 6.500   | 8.800   |      | 15.300 |
| 7         | Vasileios Tsolakidis | Grecia   | 6.500   | 8.800   |      | 15.300 |
| 8         | Yusuke Tanaka        | Giappone | 6.400   | 8.700   |      | 15.100 |
| 9         | Zhang Chenglong      | Cina     | 6.300   | 7.508   |      | 13.808 |